# Czarne Jezioro (powiat choszczeński)
Czarne Jezioro – jezioro na Równinie Drawskiej, położone w województwie zachodniopomorskim, w powiecie choszczeńskim, w gminie Bierzwnik o powierzchni 2,6 ha. Czarne Jezioro znajduje się na przy granicy województwa zachodniopomorskiego i lubuskiego.
Zbiornik znajduje się w zlewni strugi Moczel, należącej do zlewni Drawy.